# Аронецька Надія Степанівна
Надія Степанівна Аронецька (уроджена Бараєва; нар. 30 вересня 1919, Баку — пом. 28 квітня 1993, Тирасполь) — радянська актриса, режисер, педагог.

## Біографія

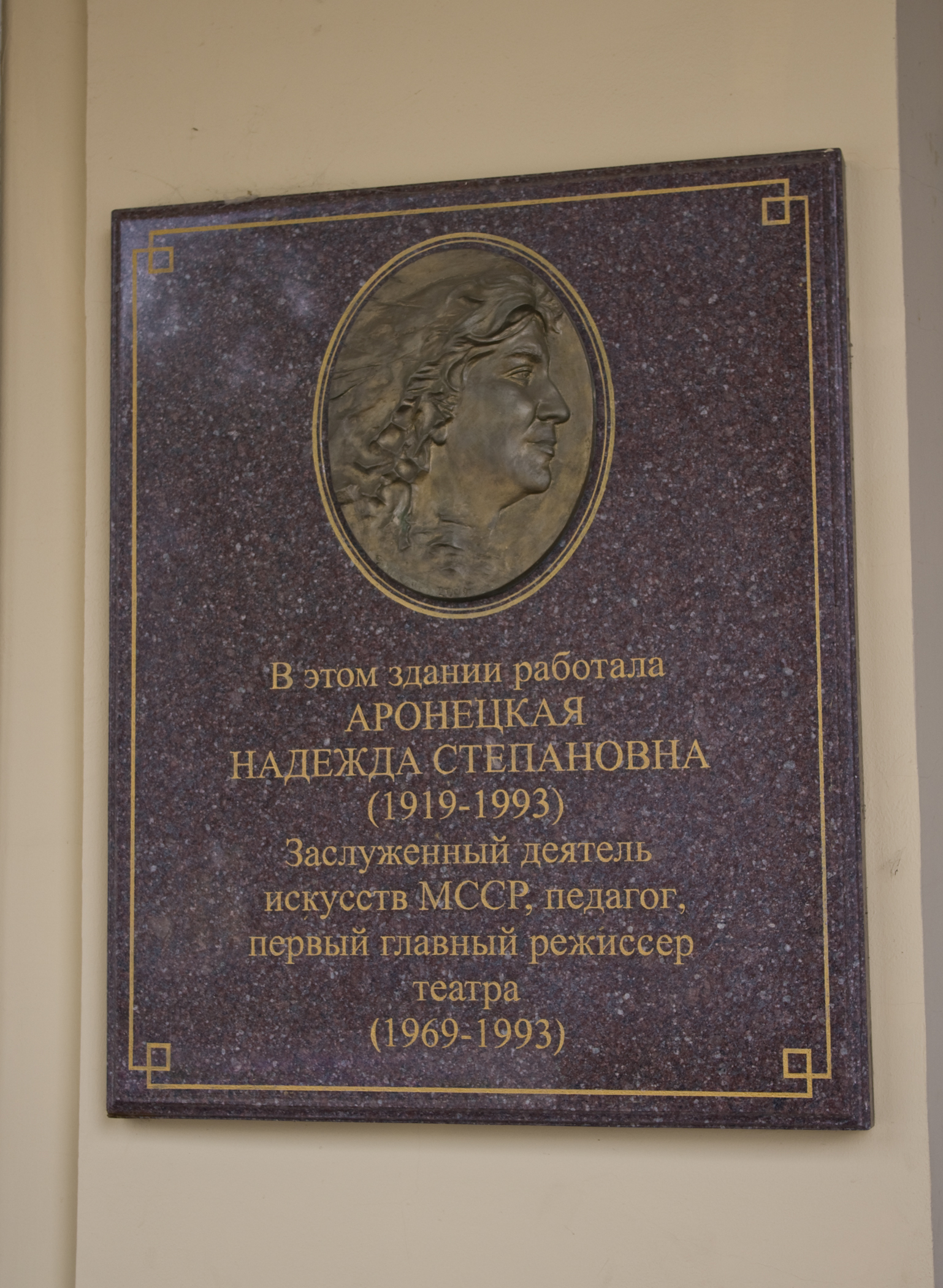
Пам'ятна табличка на театрі

Надія Бараєва народилася 30 вересня 1919 року в Баку.
В 1938 році вона вступила до Державного інституту театрального мистецтва імені А. В. Луначарського на акторське відділення. Через війну заняття припиняє і тільки в 1945 році закінчує акторське відділення (керівник курсу Є. С. Телешева), а в 1948 р. і режисерське відділення інституту (керівник курсу В. Я. Судаков). У ці роки відвідує заняття та репетиції О. Я. Таїрова, О. Д. Попова та А. М. Лобанова.
З 1948 по 1950 рр. Надія Степанівна працювала в театрі міста Балахна Горьківської області в якості актриси і режисера.
З вересня 1950 року вона стала режисером-постановником театру комедії в Ростові-на-Дону. З гастролями цього театру влітку 1954 року Надія Аронецька вперше потрапила до Молдавської РСР. Вистави так сподобалися кишинівцям, що управління театрів міністерства культури Молдавської РСР запросив молодого режисера поставити виставу в Молдавському національному театрі імені О. С. Пушкіна у Тирасполі.
У 1956 році подолавши всі відомчі бар'єри, Міністерство культури Молдавської РСР домагається переведення Н. С. Аронецької до Кишинева. З цього моменту вся її подальша доля була пов'язана з театральним мистецтвом Молдавії, яка в ті роки мала гостру потребу в акторських, режисерських і педагогічних кадрах.
З 1956 року Надія Аронецька — режисер-постановник Кишинівського національного театру імені О. С. Пушкіна. Вона ставить спектаклі і в Російському театрі імені А. П. Чехова у Кишиневі.
1960—1963 рр. — головний режисер створеного театру «Лучаферул» (Ранкова зоря). Основний склад трупи — випускники молдавської студії Московського театрального училища ім. Б. Щукіна. Трупа поповнилася і за рахунок випускників театрального факультету Кишинівської консерваторії їмені Г. Музическу, і учнів студії, створеної при театрі.
У 1964–1967 рр. Н. С. Аронецька працює режисером-постановником у Російському драматичному театрі імені А. П. Чехова, виконує обов'язки головного режисера.
З 1965 р. керівник першого в республіці російської акторського курсу в Кишинівському інституті мистецтв імені Г. Музическу. Домагається, щоб цей курс за півроку, протягом усього навчання, проходив навчання в Ленінградському державному інституті театру, музики і кінематографії.
У 1969 році разом з цим курсом переїжджає до міста Тирасполь і створює театр.
26 березня 1970 року постановкою за п'єсою А. Арбузова «Місто на зорі» тираспольський театр відкриває свій перший сезон. Саме ця дата і вважається днем народження Тираспольського театру. Перші ж кроки молодого колективу привернули увагу театральної громадськості. В обговоренні вистав театру з невеликого провінційного містечка брали участь провідні театрознавці, журналісти, письменники і поети країни: І. Мягкова, Н. Жегін, К. Воробйов, Н. Кримова, Н. Рожковська, В. Рожковский, В. Рейдерман, Р. Ольшевський, Л. Латьєва, Р. Сувейке, Л. Дорош, М. Дрейзлер, Л. Шоріна, О. Гарузова, А. Попов та багато інших. З'явилися статті в журналах «Театр», «Театральне життя», «Молодий комуніст», союзних та республіканських газетах. Творчі звіти Тираспольського театру з успіхом пройшли в Кишиневі, в Одесі, на сцені Центрального Будинку працівників мистецтва в Москві.
У 1970 році набирає другий російський курс в Кишинівському інституті мистецтв імені Г. Музическу, потім третій.
У 1978 р. Н. С. Аронецькій присвоєно звання Заслуженого діяча мистецтв Молдавської РСР.
У 1979 р., після вимушеного виходу на пенсію, ставить вистави, як запрошений режисер в Кишинівському театрі імені А. П. Чехова, в Національному театрі ім. О. С. Пушкіна і в театрі м. Бєльці.
З 1983 р. — зрідка запрошується на разові постановки в створений нею Тираспольський театр.
На початку 1990-х років, створює кафедру акторської майстерності в Тираспольському державному педагогічному інституті імені Т. Г. Шевченка.
Понад 30 вистав було поставлено Н. С. Аронецькою на сцені Тираспольського театру. Більше 60 — протягом усього життя.
За визнанням багатьох театральних критиків того часу, постановки Н. С. Аронецької відрізнялися новаторством, глибоким і несподіваним проникненням у літературний матеріал, повагою до автора, яскравою театральністю і злагодженим акторським ансамблем. «Видатний режисер — педагог»: називали її колеги.
Серед її учнів — перший випуск, основоположники театру у м. Тирасполі — Бено Аксьонов, Олена Богданова, Людмила Колохіна, Олег Лачин, Аркадій Левицький, Євген Мизніков, Віктор Нефьодов, Віталій Пашков, Наталія Прокоф'єва, Лариса Раскідная — Губарєва, Юхим Рубінштейн, Людмила Руснак, Володимир Сухомлинов, Ігор Таран, Світлана Тома, Лариса Шер, Анатолій Шолош, Галина Ельманович.
В різні роки у неї вчилися Галина Булат-Друк, Ніна Жмеренецька, Юрій Крючков, Лариса Лягул, Ніна Щевельова, Олександр Алексєєв, Людмила Байрактарова, Алла Доряну-Ревло, Марина Заболотна, Людмила Карагодіна, Людмила Кондирєва, Наталія Кірнац, Ольга Котова, Григорій Кірш, Олексій Сисоєв, Ольга Приходько, Євген Толстов, В'ячеслав Нагапетян, Ірина Росіна, Йосип Вчитель, Тетяна Дікусар, Віктор Ємельянов, Ірина Серікова, Ірина Панасенко, Олег Пономарьов, Оксана Скрижевська, Євген Зубов, Інна Фастаковська, Наталія Єрмолаєва, Дмитро Ахмадієв, Геннадій Чекан, Олена Матвєєва-Житнігор, Ольга Прохорова, Юрій Кузнєцов, Ольга Чекан, Людмила Тульчинська, Дмитро Хатунцев, Інеса Отто, Катерина Шевчук, Наталія Галатонова, Зінаїда Борець, Наталія Фидельская, Вероніка Сафронова та інші.
Н. С. Аронецька померла 28 квітня 1993 року. Похована в Тирасполі (Придністров'я).
28 липня 2001 р. Тираспольському театру присвоєно ім'я Надії Степанівни Аронецької.

## Творчість
Серед поставлених вистав:

### Національний театр імені О.С.Пушкіна
- «Бідність не порок» О. М. Островського
- «Біля небезпечної межі» В. Любімова.
- «Кьодженські перепалки» Карло Гольдоні
- «Тиха українська ніч» Є. Купченко.
- «Барабанщиця» А. Д. Салинського
- «Гроза» О. М. Островського
- «Розлом» Б. Лавреньова. (Диплом Міністерства культури Української РСР і Молдавської РСР).
- «У пошуках радості» В. Розова. (Диплом Міністерства культури Української РСР і Молдавської РСР).
- «Гіркота кохання» Л. Корняну. (Диплом Міністерства культури Української РСР і Молдавської РСР).

### Театр «Лучаферул»
- «Два кольори» А. Зака і В. Кузнєцова
- «Все гаразд» А. Лупана
- «Нуль за поведінку» Стоянеску і Сави
- «Старі друзі» Л. Малюгіна
- «Зірка Севільї» Лопе де Вега (Премія Міністерства культури)
- «Юність наших батьків» Б. Горбатова

### Державний російський драматичний театр імені А.П.Чехова
- «Пані міністерша» Б. Нушича
- «Дзвінок в порожню квартиру» Д. Угрюмова
- «Снігова королева» Є. Шварца
- «Дивний доктор» А. Софронова
- «Школа дружин» Ж. Б. Мольєра (Режисер Н. Аронецька, актори А. Акчурін, Б. Аксьонов, А. Васильєв і Л. Колохіна нагороджені преміями Міністерства культури і Молдавського театрального товариства)
- «Щасливий день» О. М. Островського. (Режисер Н. Аронецька, актори Б. Аксьонов і А. Умрихін нагороджені преміями Молдавського театрального товариства)
- «По сусідству ми живемо» С. Лобозерова

### Тираспольський театр
- «Про час і про себе» Н. Аронецької. Дипломний спектакль, потім спектакль Тираспольського театру. (Режисер Н. С. Аронецька, актори Б. Аксьонов, Л. Колохіна і Є. Мизніков відзначені призами всесоюзного студентського театрального фестивалю)
- «Безневинні речі» за А. П. Чеховим. Дипломний спектакль, потім спектакль Тираспольського театру. (Премія Молдавського театрального товариства)
- «Місто на зорі» А. Арбузова. Співрежисер Ю. Доронченко. (Премія Молдавського театрального товариства)
- «Солом'яний капелюшок» Ежена Лабіша і Марк-Мішеля (Режисер Н. Аронецька і актор Б. Аксьонов нагороджені преміями Міністерства культури і Молдавського театрального товариства)
- «Червона шапочка» Є. Шварца. Співрежисер М. Сухарєв
- «Дуенья» Р. Шерідана
- «Валентин і Валентина» М. Рощина. Співрежисер М. Шуров.
- «Жартівники» О. М. Островського (Премія Молдавського театрального товариства)
- «Чарівна в'язь» Н. Аронецької (з російської, молдавської і таджицької казок)
- «Вулиця трьох соловйів,17» Д. Добричанина
- «Самодури» за К. Гольдоні (Відзначений на Всесоюзному огляді по роботі з творчою молоддю)
- «Перекази старовини глибокої» за О. С. Пушкіним (Лауреат Всесоюзного огляду пушкінських вистав)
- «Осяяні сонцем жадають» за Л. Латьєвою (лауреат республіканського театрального конкурсу)
- «Василь Тьоркін» за О. Твардовскоим. (Режисер Н. Аронецька, актори Є. Толстов, В. Сухомлинов, А. Алексєєв, М. Ісаєв, В. Уваров, художник А. Желудєв нагороджені срібними медалями імені А. Попова)
- «Вдові дім» за С. Налковською, (Диплом Всесоюзного фестивалю польської драматургії).
- «Захарова смерть» за А. Невєровим.
- «Місяць у селі» за п'єсою І. С. Тургенєва.
- «Каса маре» В. Друце.
- «Сімейний вікенд» Ж. Пуаре.
- «Про Федота-стрільця, удалого молодца» Л. Філатова